# ميك باركين
ميك باركين (بالإنجليزية: Mick Parkin؛ مواليد 2 أكتوبر 1995) هو مُقاتل فنون قتالية مختلطة إنجليزي.

## وصلات خارجية
لا توجد روابط لمواقع التواصل الاجتماعي.

- ميك باركين على موقع يو إف سي (الإنجليزية)
- ميك باركين على موقع شيردوغ (الإنجليزية)
- ميك باركين على موقع Tapology.com (الإنجليزية)
- لا بيانات لهذه المقالة على ويكي بيانات تخص الفن